# Liste von Moscheen in Österreich
Die Liste von Moscheen umfasst Moscheen und Moscheebauprojekte in Österreich.

## Österreich
| Name                                             | Bild | Bundesland       | Stadt und Stadtteil | Jahr | Träger                         | Bemerkungen |
| ------------------------------------------------ | ---- | ---------------- | ------------------- | ---- | ------------------------------ | --- |
| Eyüp-Sultan-Moschee (Telfs)                      |      | Tirol            | Telfs               | 1998 | ATIB                           | Türkische Community; Minarett nachträglich 2006                                                                         |
| Hacı-Bayram-Moschee (Bad Vöslau)                 |      | Niederösterreich | Bad Vöslau          | 2009 | ATIB                           | Türkische Community; zwei angedeutete Minarette                                                                         |
| Islamisches Kulturzentrum Graz                   |      | Steiermark       | Graz-Gries          | –    | Islamisches Kulturzentrum Graz | Bosnische Community; seit 2012 in Errichtung; Bauwerk der Moderne (Gerhard Springer) mit stilisiertem 22-Meter-Minarett |
| Islamisches Zentrum Wien                         |      | Wien             | Wien-Donaufeld      | 1979 | Vienna Islamic Centre          | Gebaut im Auftrag des saudi-arabischen Königs Faisal ibn Abd al-Aziz.                                                   |
| Linzer Moschee                                   |      | Oberösterreich   | Linz                | 2014 | NUR                            | Bosniakischer Verein |
| Selimiye-Moschee (Saalfelden am Steinernen Meer) |      | Salzburg         | Saalfelden          | 2003 | ATIB                           | Türkische Community (Türkischer Kulturverein Selimiye)                                                                  |